# Anish Sharda
Anish Sharda (* 8. August 1982 in Los Angeles) ist ein ehemaliger US-amerikanisch-deutscher Basketballspieler indischer Abstammung. Der 1,86 Meter große Aufbauspieler spielte unter anderem in Deutschland in der zweithöchsten Spielklasse.

## Laufbahn
Der Sohn aus Indien stammender Eltern wuchs in Simi Valley im US-Bundesstaat Kalifornien auf. Zwischen 2001 und 2003 spielte Sharda für die Mannschaft des kalifornischen Moorpark Colleges, gefolgt von zwei Jahren (2003–2005) an der University of Mary in der Stadt Bismarck in North Dakota. Für die Mary-Hochschulmannschaft aus der zweiten Division der NAIA bestritt er insgesamt 60 Einsätze und erzielte dabei Mittelwerte von 15,7 Punkten, 2,8 Korbvorlagen, 2,1 Rebounds sowie 1,8 Ballgewinnen je Spiel.
Seine ersten Erfahrungen als Berufsbasketballspieler sammelte Sharda in der US-Liga ABA im Hemd der Anderson Champions, einer Mannschaft aus dem Bundesstaat Indiana. Zur Saison 2007/08 wurde er vom deutschen Regionalligaverein ASC Theresianum Mainz unter Vertrag genommen und führte die Mannschaft zum Aufstieg in die 2. Bundesliga ProB. Vom Internetdienst eurobasket.com wurde er daraufhin als bester Spieler der Saison 2007/08 in der 1. Regionalliga Südwest ausgezeichnet. Nach einem weiteren Jahr in Mainz, in dem Sharda in der 2. Bundesliga ProB ebenfalls ein Leistungsträger des ASC war, wurde er im Vorfeld der Spielzeit 2009/10 vom USC Freiburg (2. Bundesliga ProA) verpflichtet.
Einem Jahr in der zweithöchsten deutschen Liga folgten vier Spielzeiten mit der TG Hanau. Sharda wurde zum zweiten Mal von eurobasket.com zum „Spieler des Jahres“ der 1. Regionalliga Südwest gekürt, nachdem er die Hessen im Frühjahr 2011 zum Aufstieg in die 2. Bundesliga ProB geführt hatte. Mit Ablauf des Spieljahres 2013/14 endete sein Vertrag in Hanau, im Dezember 2014 schloss er sich dem TV Langen an und spielte bis zum Ende der Saison 2014/15 für die Mannschaft in der ProB.
2015 kehrte er zum ASC Theresianum Mainz und damit in die Heimatstadt seiner Ehefrau, der ehemaligen ASC-Spielerin Cornelia Berkhoff, zurück. Zusätzlich zu seinen Aufgaben als Spieler wurde er als Jugendtrainer tätig und betreute ab der Saison 2015/16 als Cheftrainer die Mannschaft der SG RheinHessen, einer Mainzer-Wiesbadener Spielgemeinschaft, in der Jugend-Basketball-Bundesliga. Dieses Amt hatte er bis 2017 inne. Im Oktober 2017 nahm Sharda die deutsche Staatsbürgerschaft an.
Mitte Dezember 2018 verließ Sharda den ASC Theresianum Mainz und nutzte eine Ausstiegsoption, um sich den Dragons Rhöndorf aus der 2. Bundesliga ProB anzuschließen. Im vorherigen Verlauf der Saison 2018/19 hatte er den ASC mit einem Punkteschnitt von 21,2 pro Begegnung angeführt. In Rhöndorf erhielt er einen Vertrag bis 2020 und einigte sich mit den „Drachen“ auch darauf, sich in die Jugendarbeit einzubringen. Im Juli 2020 gaben die Dragons Rhöndorf Shardas Abschied bekannt.
Sharda schloss sich daraufhin zur Saison 2020/21 dem Regionalligisten MTB Baskets Hannover an und wurde bei den Niedersachsen neben seiner Spielertätigkeit Trainer der zweiten Herrenmannschaft. In der Sommerpause 2021 wechselte er innerhalb der Regionalliga zum MTV Wolfenbüttel. Mit den Niedersachsen stieg er 2022 aus der 1. Regionalliga ab.